# Sapphyre Project
A Sapphyre Project 2001-ben alakult jazz, pszichedelikus rock zenei stílusokat ötvöző veszprémi zenekar.

## Történet

### Korai időszak
2001-ben Nagy Róbert "Roberson" és Szakács "Cato" Antal rövid együtt zenélés után döntöttek úgy, hogy zenekart alapítanak. Ebből a korszakból származik pl.: az "Euphoric Morning" című dal is. 
A zenekar stílusára a kezdetekben a Soft Machine, a Nucleus és más jazz-rock előadók voltak hatással. A további zenekartagok kiválasztása ezen irányzatok figyelembevételével történtek.  Rövidesen meg is találták a dobost Mentes Balázs személyében. Egy év zenélés után döntöttek úgy 2002-ben, hogy egy gitáros is kellene a zenekarba. Ezt a szerepet Pallagi Attila töltötte be. Ebben az időszakban készült egy demófelvétel Kezdetek címmel. Ezen a felvételen duóban játszanak csak basszusgitáron és zongorán. A lemez 9 dalt tartalmaz, köztük több ötletet is, amelyeket később ötvöztek egymással és egy dallá olvasztottak. 

### Fejlődés
2003-ban a zenekart Pallagi Attila elhagyja, és újra trió lett a zenekar hivatalos felállása. Nagy Róbert jazz tanulmányai során több zenésszel is megismerkedett, köztük Lencsés Gáborral, aki évekig a padtársa volt az iskola kezdetétől fogva a csoportos órákon. Lencsés Gábor gitáros, mind klasszikus, mind jazz és fúziós zene terén nagyon jártas volt fiatal kora ellenére. Az iskolán belül is alakítottak egy saját zenekart, ahol többnyire Lencsés dalait játszották nagy sikerrel. 2006. nyarán a szakvizsga után döntöttek úgy, hogy a továbbiakban is együtt játszanak. Eleinte Lencsés zenekarában a Rhythm'n Juice-ban, ahol szintén az ő szerzeményeit adták elő több nagyszerű koncerten, amelynek a vége egy nagylemez lett, amely leginkább a külföldi hallgatók és zenerajongók körében hódított. 2006 nyarán Lencsés Gábor csatlakozott a Sapphyre Project-he.

### Kibontakozás
2008 május 25-én jött az első nagy fellépés a Veszprémi Óváros téren egy drogprevenciós, drogmegelőzési rendezvény keretében. Ezen a rendezvényen a már régebben megírt, de nagyközönség előtt még nem játszott dalaikat adták elő nagy sikerrel. A koncert annyira jól alakult, hogy a végére 3-400 ember hallgatta a muzsikájukat. 
Ezután ékszíjszerűen kapta el őket a fellépések tömkelege. Köztük a 2008. Művészetek Völgye nagyszínpad, főműsoridőben 1500 ember előtt. Később a balatonfüredi Brillante Éneklő Egyesület kérte fel a zenekart, hogy a kórust kísérje több alkalommal fellépései során.
2008 telén a koncertek mellett a zenekar egyik alapítója és egyik producere is egyben Szakács Antal, a zenekart folyamatosan ösztönzi arra, hogy lemezfelvétel mihamarabb elkészüljön a meglévő és kidolgozott dalokból.

### Az első nagylemez
A stúdiófelvételek 2009 januárjában el is készülnek. A rengeteg utómunkálat és a lemezkiadással járó probléma után 2009. június 26-án a boltokba került a sokak által már régen várt nagylemez.
Ezen a napon volt a lemezbemutató is egy rendkívüli, extrém helyen, az épülő 4-es metró Szabadság téri megállójának tárnájában. Ahol több mint 1000 ember tombolt a dalok hallatán. A teljes koncert anyag DVD-n is elkészült. A koncert kapcsán rengeteg riport és kritika készült a zenekarral a zenekarról. A riportok többségében az első kérdés mindig a lemez címére utalt. A Sapphyre Project ezt mindig egy másfajta értelmezésben gondolta, mint a valódi jelentése, de a kettő nagyon közel áll egymáshoz. A zenekar szerint a synusium különböző társadalmi körökből érkező emberek együttélése.

## Tagok
Jelenlegi felállás
- Nagy Róbert 'Roberson' – billentyűs hangszerek
- Szakács 'Cato' Antal – basszusgitár, fretless
- Mentes Balázs – dobok
- Mits Márton – szaxofon

Korábbi tagok
- Csékei Bálint – dobok
- Pallagi Attila – gitár

Vendégzenészek
- Horváth Barna – gitár
- Glück Balázs – percussions
- Mits Márton – szaxofon
- Bajnok Jonatán – gitár
- Gecs Mónika – fuvola

## Diszkográfia
Albumok
- Synusium (2009)

Demók
- Kezdetek (2001)
- Éjszaka a stúdióban (2002)
- Éjszaka a stúdióban 2. (2003)
- Bem felvételek (2005)
- Bem utca felvételek (2006)
- Blossom (2007)
- Pearly (2007)

## Külső hivatkozások
- Sapphyre Project hivatalos Myspace oldal
- Sapphyre Project Facebook hivatalos
- Sapphyre Project Lemezbemutató Metró4 részlet a filmből
- Veszprém 2008.
- Kapolcs riport
- Balatonfüredi koncert